# Ala församling
Ala församling var en församling i Svenska kyrkan i Visby stift Församlingen uppgick 2007 i Östergarns församling.
Församlingskyrka var Ala kyrka.

## Administrativ historik
Församlingen har medeltida ursprung.
Församlingen var till 1658 annexförsamling i pastoratet Ardre och Ala för att från 1659 till 1962 vara annexförsamling i pastoratet Kräklingbo, Anga och Ala. Från 1962 till 2007 var den annexförsamling i pastoratet Östergarn, Gammelgarn, Kräklingbo, Anga och Ala.Församlingen uppgick 2007 i Östergarns församling tillsammans med övriga församlingar i pastoratet.
Församlingskod var 098043.

## Klockare och organister
| Ämbetstid | Namn                    | Levnadstid | Övrigt                  |
| --------- | ----------------------- | ---------- | ----------------------- |
| 1851–1856 | Hans Fredrik Alfvengren | 1829–      | Klockare och skollärare |
| 1856–1861 | Lars Petter Kviberg     | 1834–      | Klockare och skollärare |
| 1863–1878 | Olof Bohlin             | 1836–      | Klockare och skollärare |
| 1878–1892 | Lars Petter Rondahl     | 1838–      | Klockare och skollärare |
| 1893–1895 | Nils Nilsson Malm       | 1860–      | Klockare och skollärare |
| 1897–1898 | Knut Albert Tyko Hall   | 1875–      | Klockare och skollärare |